# Truth (Jeff Beck-album)
Az 1968-as Truth Jeff Beck angol rockgitáros nagylemeze. Az Egyesült Királyságban a Columbia Records, míg az Egyesült Államokban az Epic Records adta ki. Az albumon mutatkoztak be a nagyközönségnek olyan fiatal tehetségek, mint Rod Stewart és Ronnie Wood. Az album 15. lett a Billboard 200 listán. Szerepel az 1001 lemez, amit hallanod kell, mielőtt meghalsz című könyvben.

## Az album dalai
| 1. | Shapes of Things | Jim McCarty, Keith Relf, Paul Samwell-Smith | 3:22 |
| 2. | Let Me Love You  | Jeffrey Rod                                 | 4:44 |
| 3. | Morning Dew      | Bonnie Dobson                               | 4:40 |
| 4. | You Shook Me     | Willie Dixon                                | 2:33 |
| 5. | Ol' Man River    | Jerome Kern, Oscar Hammerstein              | 4:01 |

| 1. | Greensleeves          | tradicionális | 1:50 |
| 2. | Rock My Plimsoul      | Jeffrey Rod   | 4:13 |
| 3. | Beck's Bolero         | Jimmy Page    | 2:54 |
| 4. | Blues Deluxe          | Jeffrey Rod   | 7:33 |
| 5. | I Ain't Superstitious | Willie Dixon  | 4:53 |

| 11. | I've Been Drinking    | Jeffrey Rod                              | 3:25 |
| 12. | You Shook Me (take 1) | Willie Dixon                             | 2:31 |
| 13. | Rock My Plimsoul      | Jeffrey Rod                              | 3:42 |
| 14. | Beck's Bolero         | Jimmy Page                               | 3:11 |
| 15. | Blues Deluxe (take 1) | Jeffrey Rod                              | 7:31 |
| 16. | Tallyman              | Graham Gouldman                          | 2:46 |
| 17. | Love Is Blue          | André Popp, Pierre Cour, Brian Blackburn | 2:57 |
| 18. | Hi Ho Silver Lining   | Scott English, Laurence Weiss            | 3:46 |

## Közreműködők
- Jeff Beck – gitár; ének a Hi Ho Silver Lining-on és basszusgitár az Ol' Man River-ön
- Rod Stewart – ének
- Ronnie Wood – basszusgitár
- Micky Waller – dobok

### További zenészek
- Madeline Bell – ének az I've Been Drinking-en
- John Carter és Ken Lewis – háttérvokál a Tallyman-en
- Clem Cattini – dobok a Hi Ho Silver Lining-en
- Aynsley Dunbar – dobok a Tallymanen és a Rock My Plimsoul-on
- Nicky Hopkins – zongora a Morning Dew, You Shook Me, Beck's Bolero, és Blues Deluxe dalokon
- John Paul Jones – basszusgitár a Hi Ho Silver Lining és Beck's Bolero dalokon; hammond orgona az Ol' Man River és You Shook Me dalokon; hangszerelés a Hi Ho Silver Lining-on
- Keith Moon – dobok a Beck's Bolero-n; üstdob az Ol' Man River-ön
- Jimmy Page – tizenkéthúros gitár a Beck's Bolero-n
- Mysterious Scottish bloke – duda a Morning Dew-n
- Ismeretlen stúdiózenekar – különböző hangszerek a Love Is Blue-n